# Carex pontica
Carex pontica är en halvgräsart som beskrevs av Nicholas Michailovitj Albov. Carex pontica ingår i släktet starrar, och familjen halvgräs. Inga underarter finns listade i Catalogue of Life.